# 牛島駅
牛島駅（うしのしまえき）は、徳島県吉野川市鴨島町牛島にある、四国旅客鉄道（JR四国）徳島線の駅。駅番号はB07。

## 歴史
- 1899年（明治32年）2月16日：徳島鉄道の牛ノ島駅として開業[2]。
- 1907年（明治40年）9月1日：徳島鉄道が国有化される[2]。
- 年月日不詳：表記を牛ノ島駅から牛島駅に変更。
- 1983年（昭和58年）4月1日：無人駅となる[3]。
- 1987年（昭和62年）4月1日：国鉄分割民営化により、四国旅客鉄道の駅となる[2]。
- 1988年（昭和63年）3月1日：業務委託駅から直営駅となる[4]。
- 2010年（平成22年）9月1日：無人化[1][5]。

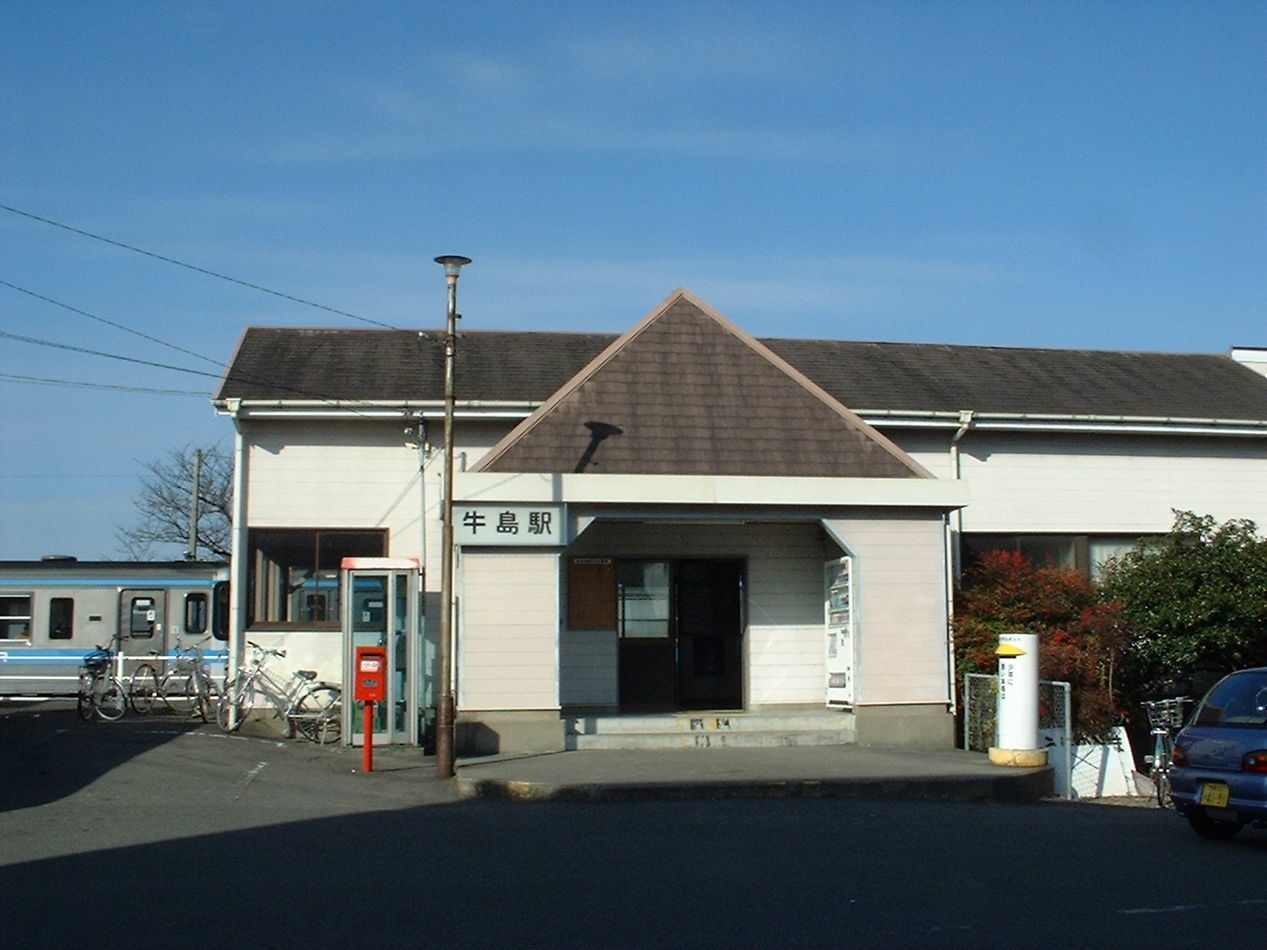
旧駅舎（2004年1月）

## 駅構造
相対式ホーム2面2線を有する地上駅。互いのホームは跨線橋で連絡している。
旧駅舎は2015年に取り壊され、新しい駅舎が建てられた。かつては平日午前中のみ駅員が配置されていたが、2010年9月1日に完全な無人駅となった。自動券売機が設置されている。

### のりば
| のりば | 路線    | 方向 | 行先               |
| ------ | ------- | ---- | ------------------ |
| 1・2   | ■徳島線 | 下り | 穴吹・阿波池田方面 |
| 1・2   | ■徳島線 | 上り | 佐古・徳島方面     |

- 徳島線は佐古 - 鴨島間のみ高速化改良がされており、当駅は石井駅同様2番のりばが一線スルー化されている（制限速度90 km/h）。なお、普通列車は原則として駅舎側の1番のりばに入線する。

## 利用状況
1日平均乗車人員は下記の通り。
| - 344人（1995年度） - 337人（1996年度） - 335人（1997年度） - 331人（1998年度） - 301人（1999年度） - 279人（2000年度） - 272人（2001年度） - 256人（2002年度） - 243人（2003年度） - 248人（2004年度） | - 256人（2005年度） - 285人（2006年度） - 286人（2007年度） - 306人（2008年度） - 297人（2009年度） - 297人（2010年度） - 288人（2011年度） - 269人（2012年度） - 283人（2013年度） - 267人（2014年度） |

## 駅周辺
- 圓通寺
- 國中八幡神社
- 稲垣神社
- 森永乳業徳島工場跡（2011年閉鎖。石井町に属する）
- 国道192号
- 徳島県道154号牛島停車場線
- 徳島県道235号宮川内牛島停車場線
- 徳島バス「上浦北」停留所 - 国道192号沿い
- 飯尾川

## 隣の駅
四国旅客鉄道（JR四国）
■徳島線
■普通
下浦駅 (B06) - 牛島駅 (B07) - 麻植塚駅 (B08)